# Ecosia
Ecosia – wyszukiwarka internetowa firmy o tej samej nazwie, z siedzibą w Niemczech w Berlinie, która przekazuje 80% swoich przychodów do organizacji non-profit, zajmujących się sadzeniem drzew w krajach takich jak Indonezja, Brazylia, Kenia czy Haiti. Twórcy twierdzą, że wyszukiwarka chroni prywatność swoich 15 mln użytkowników i nie gromadzi danych o nich.

## Działalność
Ecosia została uruchomiona w 2009 roku przez Christiana Krolla. W kwietniu 2014 współwłaścicielem firmy został Tim Schumacher, współzałożyciel Sedo – największego operatora nazw domen. Ecosia publikuje miesięczne raporty finansowe na swojej stronie internetowej. W 2020 roku firma zatrudniała 70 osób. 
Według deklaracji twórców, dzięki inwestycjom w zalesianie oraz korzystaniu z odnawialnych źródeł energii, każde wyszukiwanie przyczynia się do redukcji dwutlenka węgla w atmosferze.
Wyniki wyszukiwania oraz reklamy, z których Ecosia czerpie dochody, dostarczane są przez Bing i Yahoo!. Średni przychód z jednego wyszukiwania wynosi około 0,005 euro. Dodatkowe źródła dochodu stanowią programy partnerskie ze sklepami internetowymi oraz inne inicjatywy. Ecosia także oferuje przeglądarkę mobilną.
Firma Ecosia twierdzi, że dąży do ekologicznego podejścia we wszystkich obszarach swojej działalności, m.in. kupując energię elektryczną dla serwerów wyłącznie ze źródeł odnawialnych. Jest partnerem TreeCard, firmy tworzącej darmowe, drewniane karty płatnicze we współpracy z Mastercard, z których 80% dochodów ma być przekazywanych na projekty Ecosii.
Od 2017 można ustawić Ecosie jako domyślną wyszukiwarkę w przeglądarce Vivaldi. 28 stycznia 2021 roku Ecosia została oficjalną wyszukiwarką w przeglądarce Brave w wyniku partnerstwa ogłoszonego w tym dniu przez obie firmy.
Jak informują media, dzięki Ecosii udało się posadzić od początku jej działalności 7,5 miliona drzew w 2017 r., 99 milionów w lipcu 2020 r. (105 milionów w sierpniu tego samego roku), 205 milionów w 2024 roku. 

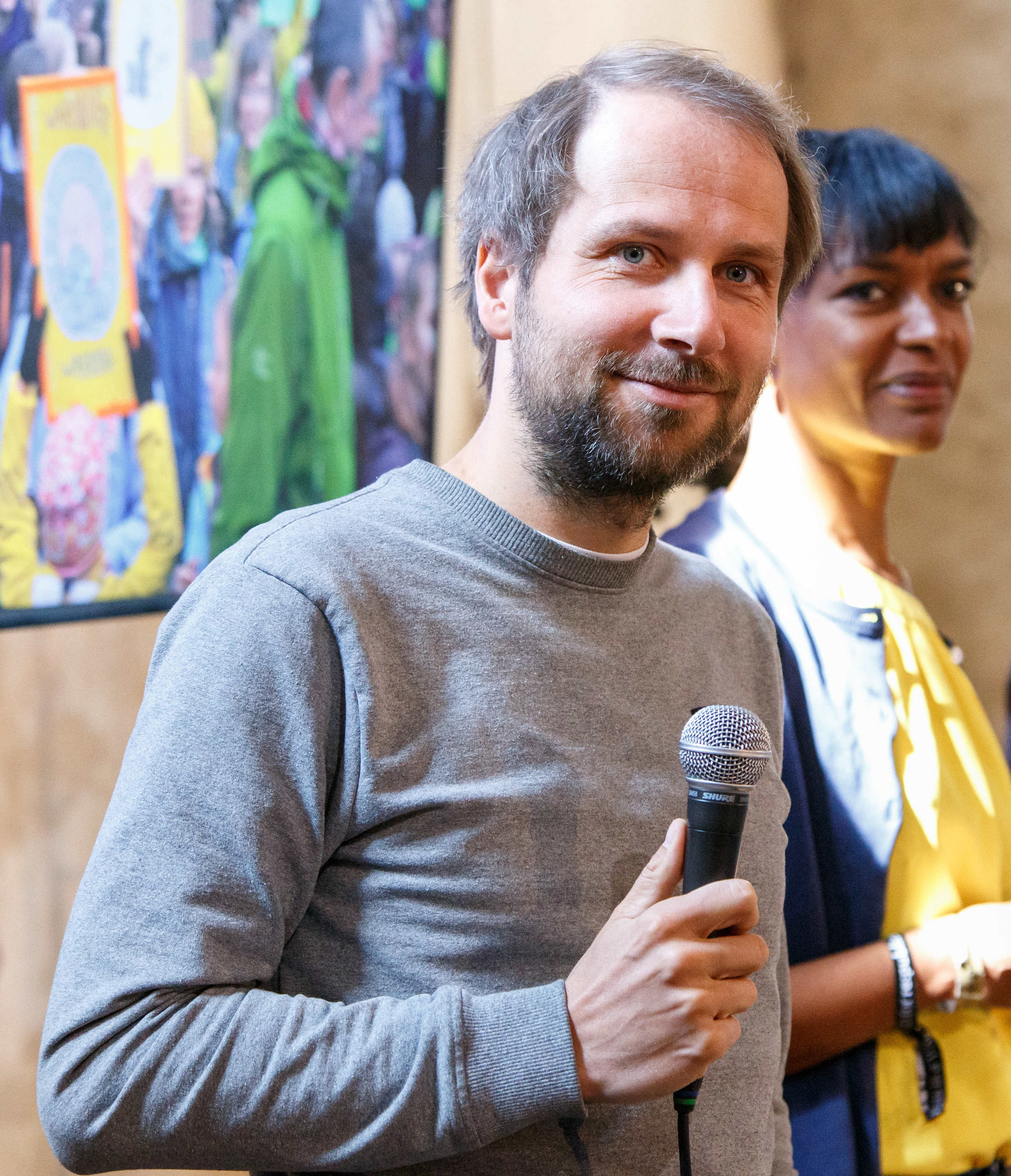
Christian Kroll (2019), założyciel Ecosii
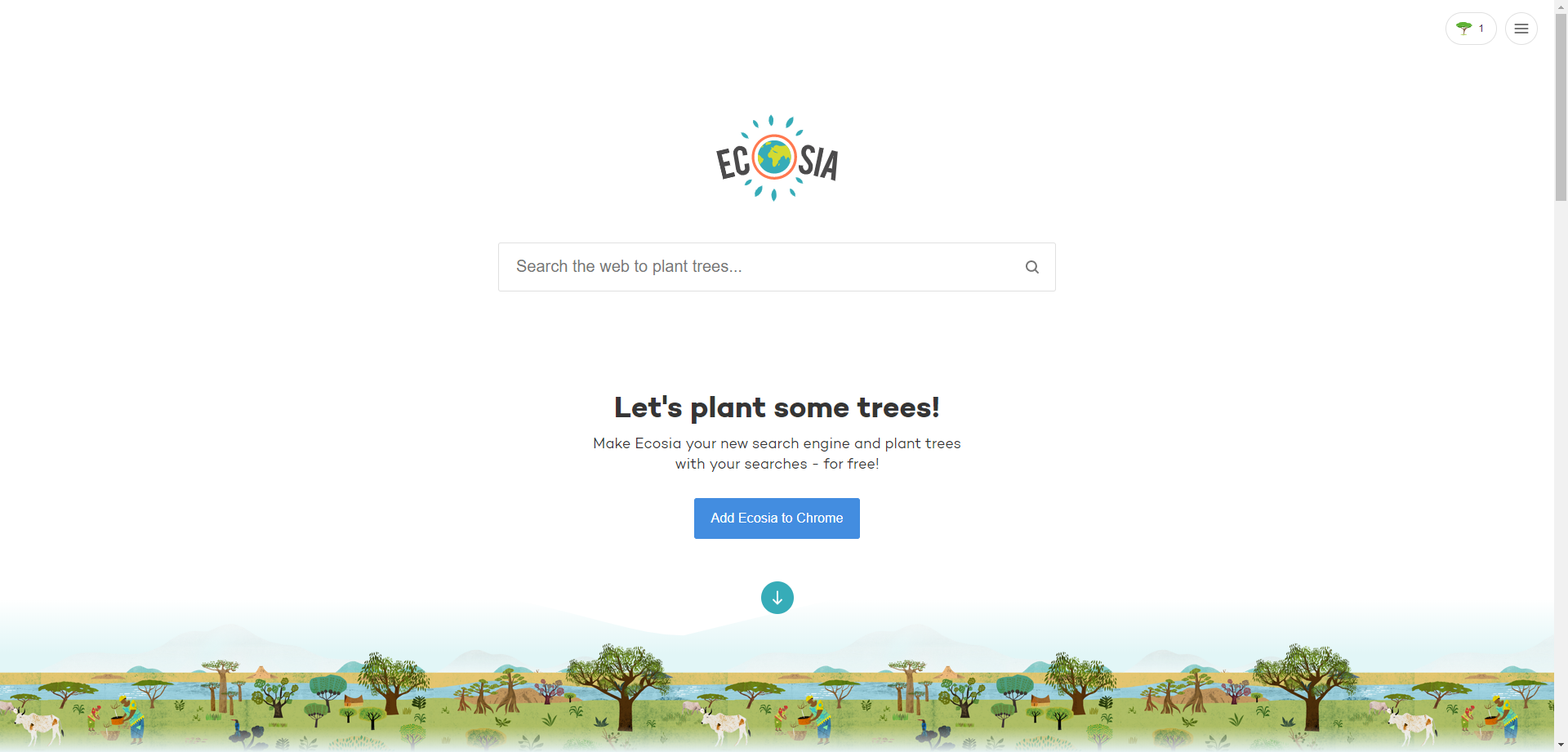
Strona główna Ecosii (2020 rok)